# Disclisioprocta polyacmaria
Disclisioprocta polyacmaria là một loài bướm đêm trong họ Geometridae.